# اینوار هانسون
اینوار هانسون (انگلیسی: Ingvar Hansson؛ زادهٔ ۱۹ فوریهٔ ۱۹۴۷) قایقران قایق بادبانی اهل سوئد بود.